# Chiesa di Santa Maria Maddalena (Woodborough)
La chiesa di Santa Maria Maddalena (in inglese St Mary Magdalene Church) è la chiesa parrocchiale anglicana che si trova a Woodborough, villaggio e parrocchia civile nella contea del South Wiltshire, Sud Ovest dell'Inghilterra, Regno Unito. Il luogo di culto risale al XIX secolo, rientra nella diocesi di Salisbury ed è considerato un monumento classificato di seconda categoria per il suo particolare interesse storico e architettonico.

## Storia

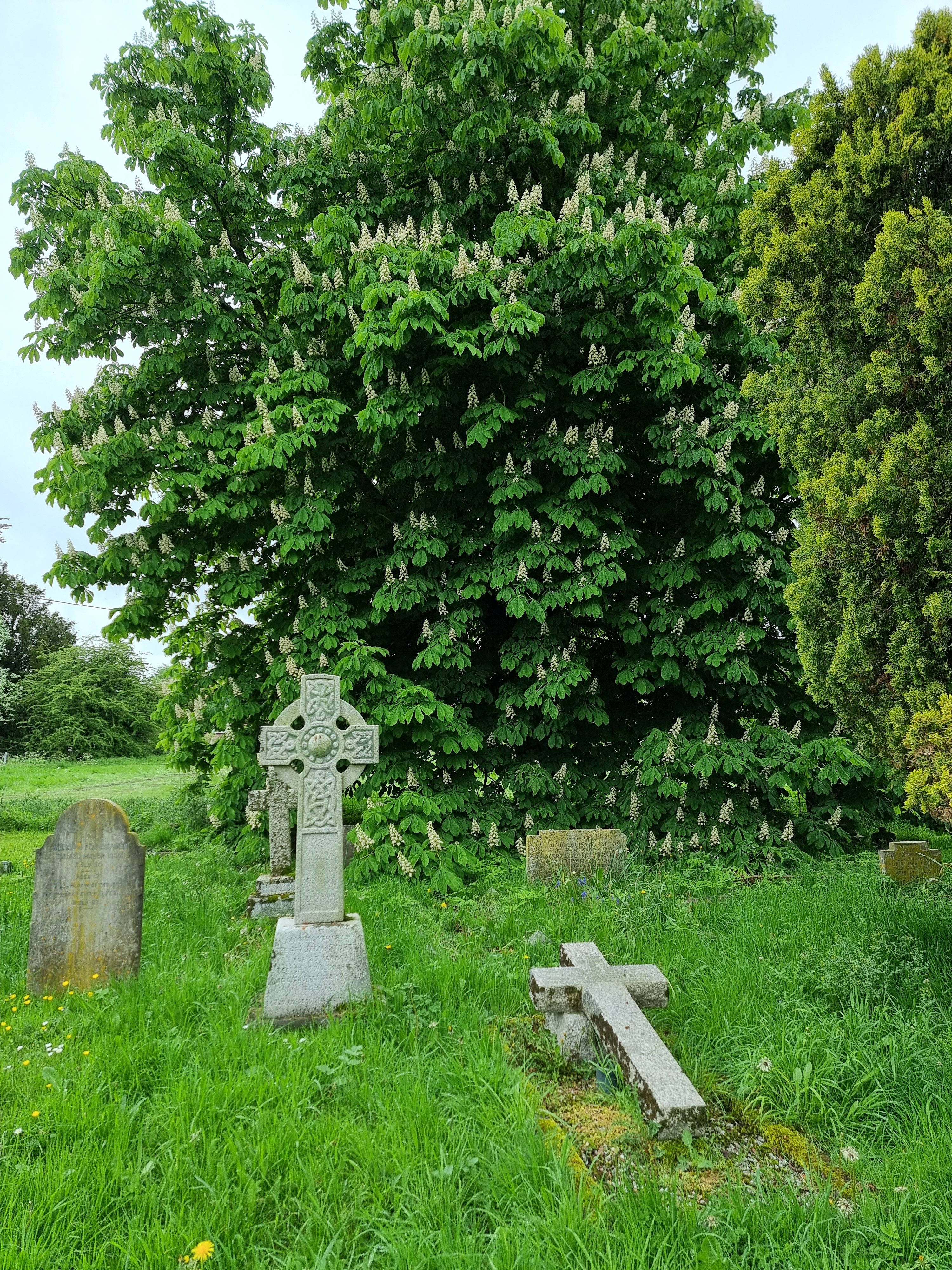
camposanto della comunità accanto alla chiesa

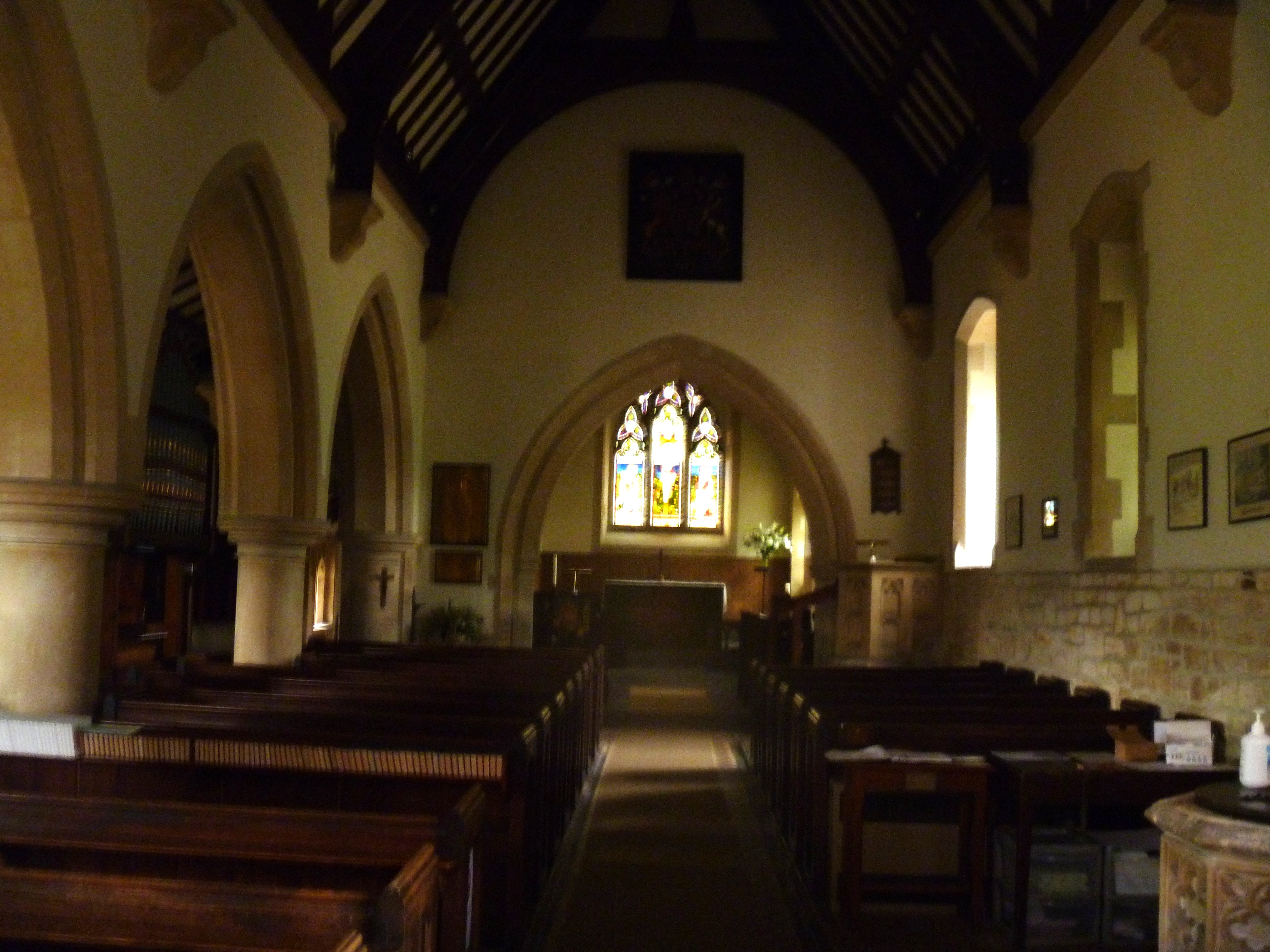
Interno della sala. Sono visibili le due navate

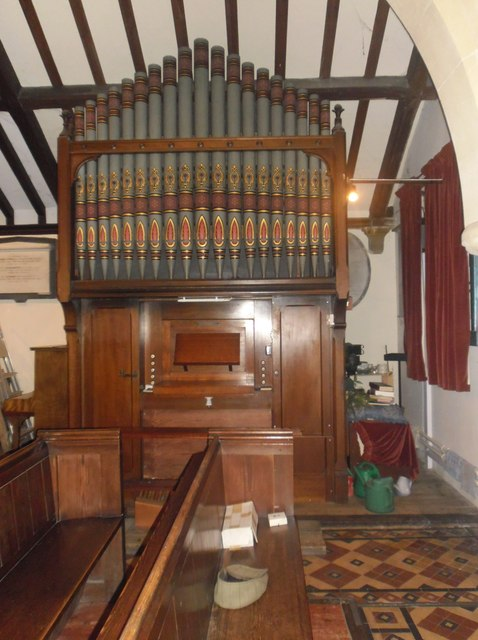
Organo a canne

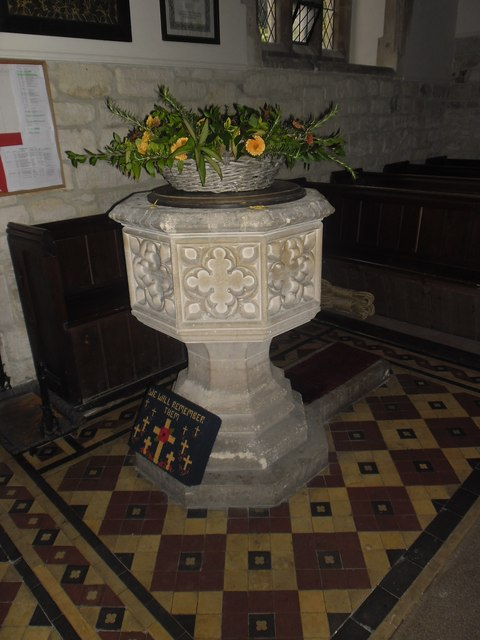
Fonte battesimale

La parrocchia è di origini molto antiche e prima che fosse edificato l'edificio che ci è pervenuto ci sono state due chiese sullo stesso sito a Woodborough. Il primo era una chiesa a due celle, risalente al XII secolo. La nomina dei sacerdoti incaricati avveniva già durante il regno di Riccardo I d'Inghilterra e forse la prima menzione esplicita del luogo di culto venne registrata nel 1258. Durante il XV secolo fu aggiunta una campana al tetto della navata e nel 1553 furono registrate come presenti due campane. L'edificio recente risale alla seconda metà del XIX secolo, quando venne edificato tra gli anni 1850 e 1862. Il primo a lavorare alla costruzione fu William Butterfield mentre la navata è attribuita a T.H. Wyatt.

## Descrizione
L'English Heritage ha inserito dal 30 ottobre 1987 la chiesa di Santa Maria Maddalena di Woodborough tra gli edifici storici come monumento classificato di seconda categoria col numero 1035761. La chiesa appartiene alla diocesi di Salisbury.

### Esterni
La chiesa si trova nella parte nord orientale di Woodborough, villaggio e parrocchia civile nella contea del South Wiltshire, Sud Ovest dell'Inghilterra, Regno Unito. Il luogo di culto è in stile gotico inglese ed è costruito in pietra calcarea squadrata. La facciata a occidente, sul timpano, si conclude col campanile a vela. Il portale di accesso è posto sulla facciata laterale alla sua destra, accanto alla grande finestra con quattro luci. La navata principale è affiancata, a nord, dalla navata laterale. La copertura del tetto è in ardesia. Accanto alla chiesa si trova il cimitero della comunità che ospita anche alcune tombe di caduti durante la prima guerra mondiale.

### Interni
La sala è composta da due navale, quella principale suddivisa in 4 campate con arcate su colonne circolari e
capitelli. Le capriate sono a travi rinforzate ad arco, con cornici che salgono da mensole. L'arco del presbiterio è ad arco acuto e il presbiterio si sviluppa in 2 campate, con parete piastrellata e con arco di accesso, a nord, alla camera dell'organo. l'organo a canne è stato realizzato da Bryceson, Bros ed Ellis. Il fonte battesimale si trova accanto alla porta sud ed è costruito in pietra calcarea, di forma ottagonale, con pannelli quadrilobati. Anche il pulpito è in pietra calcarea, rivestito, con gradini che arrivano dal presbiterio e con corrimano in quercia. Le pareti della sala conservano sette lapidi e pannelli dedicate a fedeli della comunità: Sarah Francklyn (1675), Jerom Dyke (1782), Sophia Dyke (1804), John Robbins da Lloyd di Bedwyn (1813), Sophia e Mary Dyke (1829), Harrison, a William Dyke (1831) e William Robbins e famiglia (1840). Nel presbiterio altre lapidi e sull'arco lo stemma reale di Carlo II d'Inghilterra.